# Rupakaja
Rupakaja (skt. rūpakāya, tyb. gzugs sku), czyste ciało formy. Termin ten odnosi się do dwóch rodzajów "ciał" emanowanych nieskończenie przez każdego Buddę dla pożytku wszystkich czujących istot, tj. ciał Sambhogakaji dla pożytku Bodhisattwów praktykujących w czystych krainach poza Samsarą oraz ciał Nirmanakaji dla pożytku i wyzwolenia wszystkich czujących istot w Samsarze.